# Nowhere Boy
Pour plus de détails, voir Fiche technique et Distribution.
Nowhere Boy, ou  Il était une fois John au Québec, est un film britannique réalisé par Sam Taylor-Wood, sorti en 2009.
Il raconte la jeunesse de John Lennon, le fondateur des Beatles, ses relations avec sa tante Mimi qui l'a élevé et sa mère Julia dont il se rapproche à l'adolescence,  son parcours au sein des Quarrymen, le groupe de skiffle qu'il fonde en 1957, et sa rencontre avec Paul McCartney et George Harrison. Le titre original du film est en rapport direct avec une chanson des Beatles, composée par Lennon, apparue comme autobiographique, et publiée sur l'album Rubber Soul en 1965, Nowhere Man.

## Synopsis
L'action se déroule entre 1955 et 1960. John Lennon est un adolescent élevé par sa tante « Mimi » et son oncle George dans une maison du quartier de Woolton à Liverpool surnommée « Mendips ». L'oncle George, dont le jeune John est très proche, meurt d'une hémorragie au début du film.
Turbulent à l'école, réprimandé par ses professeurs, bagarreur, John tente de renouer avec sa mère, Julia, qui l'a abandonné à sa sœur lorsqu'il avait 5 ans, qui s'est remariée et habite non loin de Mendips avec ses deux filles. Tant bien que mal, la mère et le fils se rapprochent, et c'est elle qui l'initie au banjo, le premier instrument dont il apprend à jouer. Ils partagent aussi un grand intérêt pour le rock'n'roll, dont John devient fan après avoir vu un reportage sur Elvis Presley dans la séquence d'actualités au cinéma, puis échangé des 45 tours de jazz volés contre I Put a Spell on You de Screamin' Jay Hawkins. La tante Mimi accompagne John dans un magasin de musique pour lui acheter pour 7 livres sterling sa première guitare. John décide de former un groupe de rock'n'roll.
Il rassemble la bande de collégiens dont il est le leader et leur annonce qu'il monte une formation, en leur distribuant les rôles. Son plus proche camarade, Pete Shotton se voit ainsi attribuer le washboard. Le groupe prend le nom de The Quarrymen et se produit dans une petite fête paroissiale en juillet 1957. Après le spectacle donné par les adolescents, Ivan Vaughan présente un jeune homme tout juste âgé de 15 ans à John Lennon. Gaucher, guitare en bandoulière, il lui joue Twenty Flight Rock d'Eddie Cochran. Il se nomme Paul McCartney, intègre le groupe, et dès la scène suivante du film, John et Paul sont assis face à face dans la chambre de John, guitares en mains, pour s'entraîner ensemble. Très rapidement, Paul suggère à son nouvel ami qu'ils devraient commencer à écrire leurs propres chansons. « J'écris déjà, mais des poèmes, des petits textes... », dit John. « Eh bien, tu mets un air dessus et ça fait une chanson ! » lui répond Paul.
Furieuse après son neveu à la lecture de son dernier bulletin scolaire, tante Mimi profite de l'absence de John pour lui prendre sa guitare et aller la revendre au magasin où elle a été achetée. De retour à Mendips, l'adolescent se met en colère, insulte sa tante, fonce dehors retrouver sa mère, lui emprunte 5 livres sterling et va récupérer sa guitare.
Les Quarrymen s'adjoignent bientôt un autre jeune guitariste doué, George Harrison, que Paul présente à John dans un bus. Parallèlement, on suit les rapports compliqués entre le héros du film, sa mère Julia qui assiste à tous ses concerts, lui clame son amour, mais est freinée par son mari Bobby Dykins dans ses relations avec son fils aîné, et sa tante Mimi, qui s'intéresse beaucoup plus à son éducation et à ses études. Une explication violente, provoquée par John, a lieu entre les deux sœurs où un douloureux passé ressurgit. Puis les relations s'améliorent jusqu'au jour où Julia est tuée par une voiture en traversant la route. Abattu par la disparition de sa mère, John se rapproche encore plus de Paul, qui a connu le même drame quand il avait 14 ans. On voit ensuite les futurs Beatles (ce mot n'est jamais prononcé dans le film) payer eux-mêmes leur premier enregistrement, dans le petit studio de Percy Phillips à Liverpool, et John, Paul et George, accompagnés par Colin Hanton à la batterie et John Lowe au piano, se rassembler autour du micro pour chanter In Spite of All the Danger, une composition signée McCartney/Harrison.
La dernière scène du film montre John Lennon annonçant à sa tante qu'il part avec sa formation pour une série d'engagements à Hambourg. Nous sommes donc en août 1960. « Quel est le nouveau nom de ton groupe, déjà ? » lui demande Mimi. « Ça t'intéresse ? » lui répond John.

## Fiche technique
- Titre original et français : Nowhere Boy
- Titre québécois : Il était une fois John
- Réalisation : Sam Taylor-Wood
- Scénario : Matt Greenhalgh d'après les mémoires de Julia Baird
- Musique : Alison Goldfrapp, Will Gregory
- Direction artistique : Charmian Adams
- Décors : Alice Normington
- Costumes : Julian Day
- Photographie : Seamus McGarvey
- Montage : Lisa Gunning
- Production : Robert Bernstein, Kevin Loader, Douglas Rae
- Sociétés de production : Écosse Films, Film4, UK Film Council, Aver Media, North West Vision
- Pays d'origine :  Royaume-Uni
- Langue originale : anglais
- Format : couleurs (DeLuxe) - 35 mm - 2,35:1 (Panavision) - Dolby Digital
- Durée : 98 minutes
- Dates de sortie :
  - Royaume-Uni : 25 décembre 2009
  - France : 8 décembre 2010

## Distribution
- Aaron Johnson (VF : Fabrice Trojani ; VQ : Hugolin Chevrette-Landesque) : John Lennon
- Anne-Marie Duff (VF : Sylvie Jacob ; VQ : Marika Lhoumeau) :  Julia Lennon, la mère de John
- Kristin Scott Thomas (VF : Danièle Douet ; VQ : Anne Dorval) : Mimi Smith, la tante maternelle de John
- Thomas Brodie-Sangster (VF : Yoann Sover ; VQ : Laurent-Christophe De Ruelle) : Paul McCartney
- David Morrissey (VF : Gilles Morvan ; VQ : Daniel Picard) : Bobby Dykins, le mari de Julia
- Josh Bolt (VF : Alexandre Nguyen ; VQ : Nicolas Bacon) : Pete Shotton
- Ophelia Lovibond (VF : Aurore Bonjour ; VQ : Kim Jalabert) : Marie Kennedy, la petite amie de John au lycée
- Kerrie Hayes : l'amie de Marie Kennedy
- Sam Bell (VF : Hervé Grull ; VQ : Nicholas Savard L'Herbier) : George Harrison
- Andrew Buchan : Michael Fishwick
- James Michael Johnson (VQ : Gabriel Lessard) : Stan Parkes
- Calum O'Toole : Teddy Boy
- Jack McElhone : Eric Griffiths
- Ellie Jeffreys : Teddy Girl
- Les Loveday : Teddy
- Christian Bird : Jimmy Tarbuck
- David Threlfall (VQ : Jacques Lavallée) : George Smith, le mari de Mimi
- Nigel Whalley : Daniel Ross

## Distinctions
- 2010 : prix du meilleur réalisateur, de la meilleure actrice pour Anne-Marie Duff et prix du public du Festival international des jeunes réalisateurs de Saint-Jean-de-Luz

## Accueil critique
Le scénario du film s'efforce de respecter scrupuleusement la vraie histoire de John Lennon, sauf les dernières séquences qui « prennent des libertés avec la chronologie ».
Pour Télérama, « Nowhere boy est une sorte de prologue familial à la success story des Beatles. »